# El Cristo ciego
El Cristo ciego es una película chilena de 2016 coproducida con Ciné-Sud Promotion de Francia. Está dirigida por Christopher Murray y protagonizada por Michael Silva.
Fue nominada al León de Oro y presentada en la Selección Oficial del Festival Internacional de Cine de Venecia de 2016, en donde recibió una ovación, principalmente por la actuación de su protagonista.

## Argumento
Michael es un joven mecánico de 30 años, convencido de haber vivido una revelación divina en el desierto y tener poderes. En su pueblo nadie le cree y lo consideran un loco. Un día, se entera de que un amigo de la infancia sufrió un accidente, Michael decide ir en su búsqueda para sanarlo con un milagro, iniciando así un peregrinaje descalzo a través del desierto. En su camino se encontrará a vagabundos, sicarios, drogadictos, mujeres abandonadas y gente explotada por las empresas mineras que lo ven como un Cristo capaz de aliviar sus crudas realidades.

## Elenco
- Michael Silva
- Bastián Inostroza
- Ana María Henríquez
- Mauricio Pinto
- Pedro Godoy

## Producción
Fue filmada en Pampa del Tamarugal, región de Tarapacá, al norte de Chile. Su geografía desértica está dominada por las oficinas salitreras. La película tiene pocos diálogos, y contó con Michael Silva como único actor de carrera, el resto de los personajes son interpretados por habitantes locales quienes contaron sus historias personales.

## Premios
| Año  | Festival de Cine                                  | Premio        | Resultado |
| ---- | ------------------------------------------------- | ------------- | --------- |
| 2016 | Festival Internacional de Cine de Venecia de 2016 | «León de Oro» | Nominado  |